# パク・シヨン
パク・シヨン（박시연、1979年3月29日 - ）は、韓国の女優。本名は朴 美宣（パク・ミソン）。身長170cm、体重49kg。
2000年、ミス・コリアソウル、「美」。特技は歌と乗馬。
2004年、中国・CCTVで放送された連続ドラマ『鳳求凰』主演でデビュー。

## 出演作品

### テレビドラマ
- 鳳求凰（2004年、CCTV）主演
- 宝蓮灯（2004年、CCTV）
- マイガール （2005年-2006年、SBS）
- 恋するハイエナ（2006年、tvN）
- カムバック！スネさん（2006年、SBS）
- 淵蓋蘇文（ヨンゲソムン）（2006年-2007年、SBS）
- 花咲く春には（2007年、KBS）
- 甘い人生 La Dolce Vita（2008年、MBC）
- ザ・スリングショット〜男の物語（2009年、KBS）
- 赤いアメ（2010年、KBS）
- コーヒーハウス（2010年、SBS）
- 最高の愛〜恋はドゥグンドゥグン〜（2011年、MBC）
- 優しい男（2012年、KBS）
- 最高の結婚（2014年、TV朝鮮）
- ファンタスティック〜君がくれた奇跡〜（2016年、JTBC）
- ロマンスは必然に（2018年、SBS）
- 花様年華〜君といた季節〜（2020年、tvN）

### 映画
- 愛 サラン（2007年）主演
- マリン・ボーイ（2009年）
- ラスト・ナイツ（2015年）

## 参考
- パク・シヨン allcinema Movie & DVD Database 2011年7月8日閲覧。

## 外部サイト
- 『愛 サラン』 韓流シネマ・フェスティバル2008